# 雪江宗深
雪江宗深（せっこうそうしん、応永15年（1408年）- 文明18年6月2日（1486年7月3日））は、室町時代中期から戦国時代にかけての臨済宗の僧。俗姓は野間氏。諱は宗深。道号は雪江。諡号は仏日真照禅師。摂津国の出身。妙心寺の六祖と仰がれる。

## 生涯
幼い頃に京都建仁寺五葉庵に入って文瑛（ぶんえい）に師事して出家し、その後尾張国瑞泉寺の日峰宗舜に師事して参禅した。ついでのちに京都龍安寺の開祖となる義天玄詔に師事してその法を継いだ。義天の没後は龍安寺を継ぎ、その後は妙心寺・摂津国海清寺・河内国観音寺・尾張国瑞泉寺、丹波国龍興寺を歴住し、1462年（寛正3年）京都大徳寺の住持となった。応仁の乱（1467年－1477年）の間は丹波国龍興寺に難を逃れたが、乱後は後土御門天皇の勅命を受け、細川勝元・政元の援助を受けて大徳寺・妙心寺・龍安寺を再興した。また、土岐成頼の開基により、正法寺の開山となった。
法嗣に景川宗隆、悟渓宗頓、東陽英朝及び特芳禅傑がおり、それぞれ妙心寺四派の開祖となった。塔所は妙心寺衡梅院にある。